# Sanremo Giovani 2016
Sanremo Giovani 2016, aussi appelée Sarà Sanremo 2016, est une émission de télévision italienne, se déroulant le 12 décembre 2016. C'est la dixième édition de Sanremo Giovani. Lors de cette émission, douze artistes italiens émergents s'affrontent pour six places au Festival de Sanremo 2017 dans la section Nuove Proposte.
Lors de cette soirée les noms de participants à la section Campioni du Festival de Sanremo 2017 sont annoncés.

## Déroulement
L'émission se déroule en deux phases. Dans un premier temps, les douze artistes sont répartis en quatre groupes de trois. Dans chaque groupe, deux artistes sont choisis par un jury d'expert pour continuer. Lors de la seconde phase, ce même jury élimine deux artistes supplémentaires parmi les huit restants.
| Groupe | Ordre | Artiste               | Chanson                    | Auteur(s)                                               |
| ------ | ----- | --------------------- | -------------------------- | ------------------------------------------------------- |
| 1      | 1     | Carola Campagna       | Prima che arrivi il giorno | Grazia Di Michele, A. Galbiati                          |
| 1      | 2     | Maldestro             | Canzone per Federica       | Antonio Prestieri                                       |
| 1      | 3     | Marianne Mirage       | Le canzoni fanno male      | Kaballà, Francesco Bianconi                             |
| 2      | 4     | Chiara Grispo         | Niente è impossibile       | Federico Zampaglione                                    |
| 2      | 5     | La Rua                | Tutta la vita questa vita  | Dario Faini, D. Incicco                                 |
| 2      | 6     | Lele                  | Ora mai                    | Raffaele Esposito, Rory Di Benedetto, Rosario Canale    |
| 3      | 7     | The Shalalalas        | Difficile                  | S. Cecchetto, A. Lepre Gnerre                           |
| 3      | 8     | Leonardo Lamacchia    | Ciò che resta              | Mauro Lusini, Giovanni Pollex                           |
| 3      | 9     | Valeria               | La vita è un'illusione     | Piero Romitelli, Valeria Romitelli                      |
| 4      | 10    | Aprile & Mangiaracina | Il cielo di Napoli         | Simona Molinari, D. Moroni                              |
| 4      | 11    | Francesco Guasti      | Universo                   | Francesco Guasti, Maurizio Musumeci, Francesco Ciccotti |
| 4      | 12    | Tommaso Pini          | Cose che danno ansia       | Andrea Amati, Tommaso Pini, Andrea Francesca Dall'Ora   |

## Audiences
La soirée a été regardée par 3 121 000 personnes, pour une part d'audiences de 15,08 %.